# 歐元區擴大
歐元區擴大是仍在進行的進程。截至2025年，有20個歐盟成員國也是歐元區國家，包括最初的11個使用國（愛爾蘭、法國、德國、奧地利、比利時、芬蘭、希臘、義大利、盧森堡、葡萄牙、西班牙、荷蘭）和斯洛維尼亞、馬爾他、賽普勒斯、斯洛伐克、愛沙尼亞、拉脫維亞、立陶宛、克羅埃西亞。

## 已批准的未来成员
保加利亚，获和欧洲中央银行批准自2026年1月1日起加入欧元区。

## 潜在的未来成员
按歐盟規定，除了丹麥外，全部歐盟成員國在滿足標準後都必須使用歐元作為貨幣。